# Soul of a Beast
Soul of a Beast ist ein Film von Lorenz Merz, der im August 2021 beim Locarno Film Festival seine Premiere feierte.

## Handlung
Der 17-jährige Gabriel ist ein leidenschaftlicher Skater. Er kümmert sich alleine um seinen zweijährigen Sohn Jamie und ist ein liebevoller Vater für ihn. Als ihm sein bester Freund Joel seine Freundin Corry vorstellt, lässt er sich dazu hinreissen, mit ihnen Drogen zu nehmen. Auf dem Trip steigen sie in den städtischen Zoo ein. Als er wieder zu sich kommt, entschuldigt er sich als erstes bei seinem Sohn für diese Entgleisung. Für Gabriel war dies ein Ausrutscher, denn er nimmt seine Verantwortung als Vater sehr ernst. 
Zoé, die Mutter des Jungen, hingegen lebt bei ihren Eltern in einem schicken Haus mit einer Unmenge Bediensteter und wäre wegen ihrer Abhängigkeit gar nicht in der Lage, sich um den Jungen zu kümmern. Die Aufgabe hängt daher allein an Gabriel. Nur manchmal kann er ihn für einige Stunden bei einer Prostituierten abgeben. Als sie sich an einem Tag wieder für ein paar Stunden um ihn kümmert, fährt er mit Corry in den Wald, wo sie die Rollen von Tieren einnehmen und deren Stimmen imitieren, und fahren an diesem Sommertag weiter zum Schwimmen zum Zürichsee.
Bei einem Besuch bei Zoé und deren Eltern erkennt Gabriel, dass sie sich völlig von ihrem Sohn entfremdet und auch ihre Mutter einen ganz schrecklichen Umgang mit dem Jungen hat. Als Zoé dann kurz später bei ihnen zuhause auftaucht, will er ihr nicht vor dem Kleinen sagen, was für eine schlechte Mutter sie ist und dass sie sich aus ihrem Leben verpissen soll. Vor der Tür sagt er, was er von ihr denkt und schickt sie zurück in den Regen, wo die halbnackte Frau gleich von der Polizei aufgegriffen wird.
In einer Nacht, in der es in Zürich zu einer wilden Partynacht kommt, flüchten Gabriel und Corry von dort und haben Sex. Corry sagt Gabriel, wie gerne sie in einem fernen Land wie Guatemala oder Bolivien leben würde. Wenn dies auch sein Wunsch sei, könne er Jamie ja einfach mitnehmen. Weil sie es nicht mehr aushält, will sich Corry von Joel kurz später mit dem Motorrad zum Flughafen fahren lassen und ruft Gabriel von unterwegs an. Sie bauen jedoch einen Unfall und kommen schwerverletzt ins Krankenhaus. Gabriel folgt ihnen dorthin und erinnert sich an die Tage, als er mit Joel über die Straßen und durch die Tunnels der Stadt skatete und wie er durch ihn Corry kennenlernte.

## Produktion

### Filmstab und Besetzung

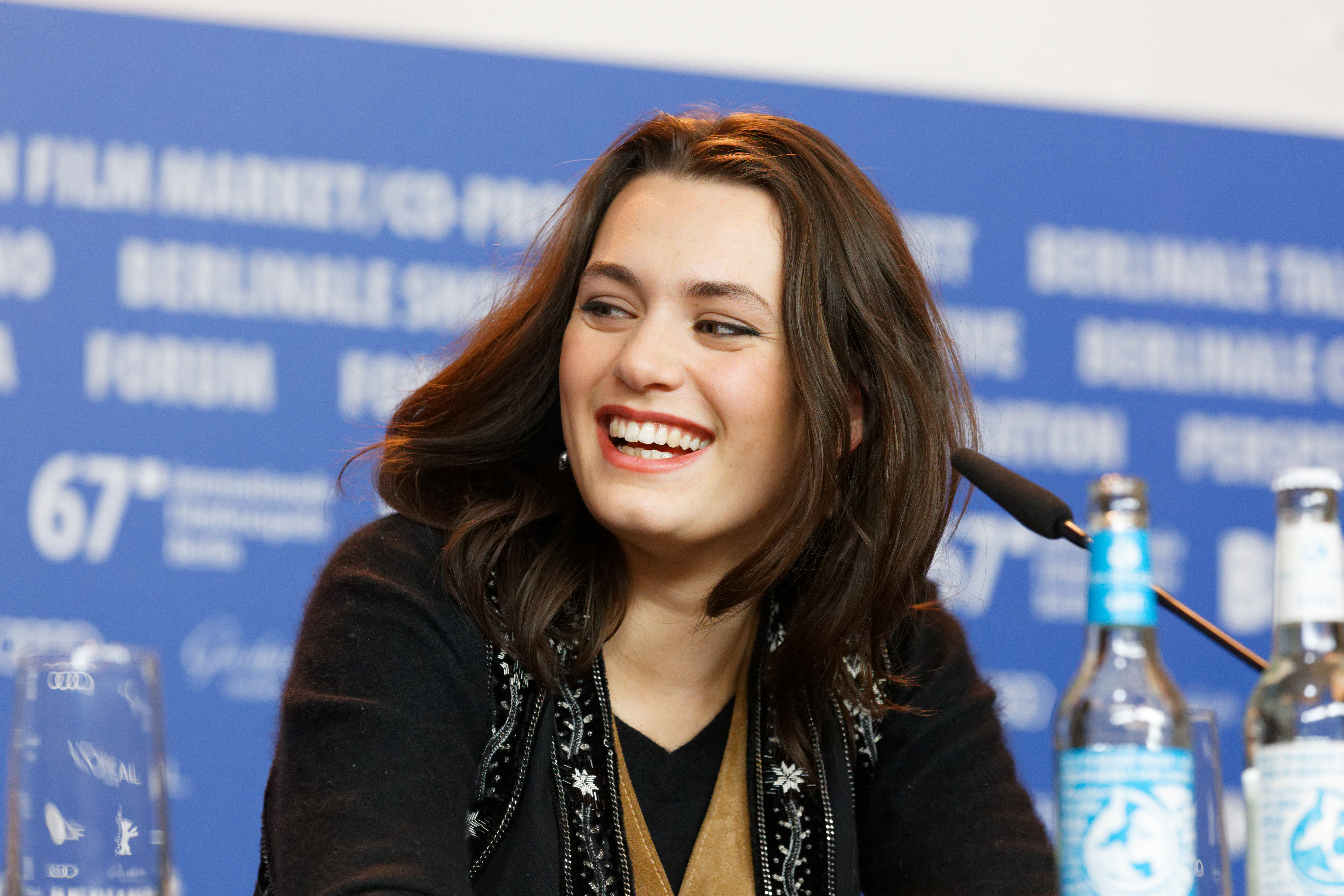
Ella Rumpf spielt Corry

Regie führte Lorenz Merz, der auch das Drehbuch schrieb. Es handelt sich nach Cherry Pie aus dem Jahr 2013 um seine zweite Regie bei einem Spielfilm. Soul of a Beast sei «null autobiografisch», erklärte Merz, dennoch sei der Film sehr stark von einschneidenden Momenten in seinem Leben inspiriert. Merz war mit 18 Jahren das erste Mal Vater geworden, und fast gleichzeitig sind seine besten Freunde auf tragische Weise ums Leben gekommen.
Auf seinen Hauptdarsteller Pablo Caprez stieß Merz in einer Castingkartei. Er war die erste Person, die ihm dabei ins Auge fiel, ohne zu wissen, dass er und Luna Wedler, die im Film Zoé spielt, seit langer Zeit befreundet sind. Andere Darsteller fand man per Streetcasting in Zürich. Ella Rumpf, die in der Rolle von Corry zu sehen ist, hatte bereits in dem Film Chrieg, bei dem Merz als Kameramann fungierte, gespielt. Tonatiuh Radzi spielt Joel. In Nebenrollen sind Lolita Chammah als Zoés Mutter und Angelique La Douce zu sehen.

### Dreharbeiten
Die Dreharbeiten fanden in Zürich statt. Alleine am Limmatplatz entstand Material von 130 Stunden Länge. Merz, der in der Vergangenheit überwiegend als Kameramann arbeitete, drehte Soul of a Beast zusammen mit Fabian Kimoto. Der 1982 in Münsterlingen in der Schweiz geborene Kameramann besitzt die Schweizerische und die japanische Staatsbürgerschaft. Soul of a Beast ist nach einigen Dokumentar- und Kurzfilmen Kimotos erste Arbeit an einem Spielfilm.

### Veröffentlichung
Eine erste Vorstellung erfolgte am 6. August 2021 beim Locarno Film Festival. Der Kinostart in der Deutschschweiz war am 10. März 2022 geplant. Ende April 2022 wurde er beim Atlanta Film Festival gezeigt. Ende Mai, Anfang Juni 2022 wurde er beim Kinder- und Jugendfilmfestival in Zlín vorgestellt. Im November 2022 wird er beim Exground Filmfest Wiesbaden gezeigt.

## Rezeption

### Kritiken
Noemi Ehrat vom Filmbulletin schreibt, generell sei Soul of a Beast mehr emotionales Erlebnis als intellektueller Genuss. Die starken Farben im 4:3 Format und der phänomenale Soundtrack würden dazu beitragen, dass man leicht in Gabriels und Coreys Welt eintauchen kann und sich selbst auf einem Trip wähnt, bei dem nie klar ist, was real und was imaginär ist. Das überdosierte Mittel der Slow-Motion und spärlich eingesetzter Dialog liessen Soul of a Beast jedoch manchmal wie ein Musik- oder Werbevideo in Trance wirken, und was in der ersten Hälfte des Films als stilistisches Mittel überzeugt, verliere in der zweiten Hälfte und vor allem gegen das Ende seine Kraft. Schade sei auch, dass Tonatiuh Radzi nicht mehr Screentime bekomme, gehöre doch das Bild, wie sein Charakter blutbefleckt, die Zigarette lässig im Mundwinkel, auf seinem Moped durch einen Tunnel fährt, wohl zu den grossen Filmmomenten nicht nur von Lorenz Merz, sondern des Schweizer Films.

### Auszeichnungen
Atlanta Film Festival 2022
- Nominierung im Cinematography Competition[13]

Braunschweig International Film Festival 2022
- Auszeichnung als Bester deutschsprachiger Nachwuchsschauspieler (Pablo Caprez)[14]

Cleveland International Film Festival 2022
- Nominierung im New Direction Competition (Lorenz Merz)[15]

Exground Filmfest 2022
- Nominierung im Internationalen Jugendfilm-Wettbewerb „youth days“[11][16]

Filmfestival Max Ophüls Preis 2022
- Nominierung im Wettbewerb Spielfilm
- Auszeichnung für die Beste Regie mit dem Filmpreis des Saarländischen Ministerpräsidenten (Lorenz Merz)
- Auszeichnung mit dem Preis für den besten Schauspielnachwuchs (Pablo Caprez)[17][18]

Kinder- und Jugendfilmfestival Zlín 2022
- Nominierung im Internationalen Wettbewerb Jugendfilm[10]

Locarno Film Festival 2021
- Nominierung für den Goldenen Leoparden (Lorenz Merz)
- Lobende Erwähnung im internationalen Wettbewerb (Lorenz Merz)[7][19]

Miami Film Festival 2022
- Nominierung für den Knight Marimbas Award
- Auszeichnung mit dem Trailer Award[20][21]

Schweizer Filmpreis 2022
- Nominierung als Bester Spielfilm
- Nominierung als Beste Darstellerin (Ella Rumpf)
- Auszeichnung als Bester Darsteller (Pablo Caprez)
- Nominierung für die Beste Nebenrolle (Luna Wedler)
- Auszeichnung für die Beste Filmmusik (Fatima Dunn, Lorenz Merz und Julian Sartorius)
- Auszeichnung für die Beste Kamera (Fabian Kimoto und Lorenz Merz)
- Nominierung für die Beste Montage (Lorenz Merz und Noemi Preiswerk)
- Nominierung für den Besten Ton (Oscar Van Hoogevest, Patrick Becker und Manuel Gerber)
- Auszeichnung  mit dem Spezialpreis der Akademie (Nicole Hoesli, Szenenbild)

Zurich Film Festival 2018
- Auszeichnung mit dem Filmmaker Award (Lorenz Merz und Simon Hesse)[22]